# Unipolbrit 2086
Unipolbrit Komputer 2086 – wariant komputera Timex TS2068 produkowany przez gdańską firmę Unimor przy współpracy firmy polonijnej PZ Polbrit International w latach 80. XX wieku.
Komputer montowany był z części Timex TS2068 sprowadzanych z Portugalii. Sprzedawany był z kartridżem emulatora ZX Spectrum i z nim przeważnie był używany. Na początku roku 1986 kosztował ok. 190 000 zł. Nazwa Unipolbrit powstała z połączenia nazw firm Unimor i Polbrit.
W stosunku do Timex TS2068 komputer został wyposażony w interfejs drukarki. Bazował on na układzie 8255 którego linie wyprowadzono na łącze DB15 wstawione zamiast drugiego portu joysticka (DB9). Złącze video RCA zamieniono na gniazdo DIN monitora. Usunięto również wewnętrzny głośniczek, a dźwięk odtwarzany jest na monitorze lub TV.
Tak jak Timex TS2068 nie jest zgodny z ZX Spectrum ze względu na zmiany w ROM. Tylko niewielka liczba programów napisanych dla ZX Spectrum mogła być uruchomiona. Z racji braku oprogramowania dedykowanego dla Timex 2068 stanowiło to poważną wadę. By rozwiązać ten problem dodawano kartridż Unipolbrit emulator ZX Spectrum.
W praktyce nie było możliwe użycie joysticka. Oprogramowanie ZX Spectrum obsługiwało zazwyczaj tylko joystick podłączony przez interfejs Kempston. W Unipolbrit Komputer 2086 i Timex TS2068 linie joysticka podłączone były do portu układu AY-3-8912.
Komputer występował w wersji z pełnowymiarową klawiaturą zamiast typowej dla Timex.

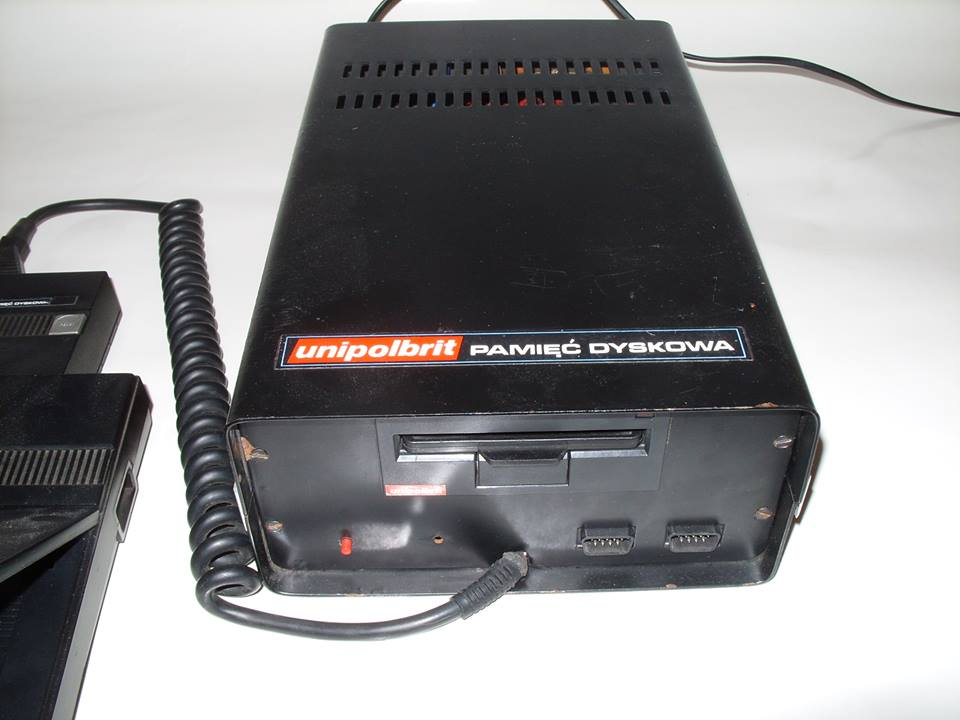
Pamięć dyskowa 3″

Do komputera można było podłączyć stacje dysków stworzone dla komputerów Timex. Mógł pracować pod kontrolą systemu operacyjnego CP/M 2.2 jeśli podłączona była stacja FDD3000.
Tryby graficzne były takie same jak w rodzinie komputerów Timex:
- 256×192 – tryb zgodny z ZX Spectrum, atrybuty kolorów definiowane indywidualnie dla pola 8×8 pixeli,
- 256×192 – atrybuty kolorów definiowane indywidualnie dla pola 1×8 pixeli,
- 512×192 – tryb monochromatyczny

Nie posiadał specjalnego trybu znakowego. Możliwe było wyświetlenie 32×24 znaków w rozdzielczości 256×192 lub 64×24 w 512×192.
Do obsługi dźwięku zastosowano popularny układ AY-3-8912 używany również w późniejszych modelach ZX Spectrum, Amstrad CPC i Atari ST. Pozwalał on na odtwarzanie 3 kanałów równocześnie. Ponadto dźwięk mógł być generowany w sposób znany z ZX Spectrum. W przeciwieństwie do oryginalnego Timex TS2068 dźwięk odtwarzany był w monitorze lub TV, a nie na wewnętrznym głośniczku.
Komputer wyposażony był w następujące złącza:
- szyna systemowa do podłączenia urządzeń zewnętrznych w tym stacji dysków
- EAR i MIC do podłączenia magnetofonu
- gniazdo kartridża pod klapką po prawej stronie
- gniazdo dżojstika DB9
- gniazdo drukarki DB15 (w miejsce drugiego portu dżojstika Timex 2068)
- RF do podłączenia TV przez gniazdo antenowe
- gniazdo monitora DIN (zamiast RCA w Timex 2068)
- gniazdo zasilania 9V